# Піш
Піш (пол. Pisz, раніше Jańsbork, Jansbork, нім. Johannisburg) — місто в північно-східній Польщі, над озером Рось.
Адміністративний центр Піського повіту Вармінсько-Мазурського воєводства.

## Демографія
Демографічна структура станом на 31 березня 2011 року:
|          | Загалом | Допрацездатний вік | Працездатний вік | Постпрацездатний вік |
| -------- | ------- | ------------------ | ---------------- | -------------------- |
| Чоловіки | 9661    | 2018               | 6710             | 933                  |
| Жінки    | 10014   | 1831               | 6045             | 2138                 |
| Разом    | 19675   | 3849               | 12755            | 3071                 |